# Чудовище (филм)
Чудовище (на английски: Monster) е драматичен филм от 2003 г. за серийната убийца Айлин Уорнос.

## Актьорски състав
| Актьор        | Роля         |
| Шарлиз Терон  | Айлин Уорнос |
| Кристина Ричи | Селби Уол    |
| Брус Дърн     | Томас        |
| Лий Търджисън | Винсънт Кори |

## Награди и номинации
| Награда                              | Категория                       | Номиниран(и) | Резултат  |
| ------------------------------------ | ------------------------------- | ------------ | --------- |
| Награди на филмовата академия на САЩ | Най-добра женска роля           | Шарлиз Терон | награда   |
| Златен глобус                        | Най-добра актриса в драма       | Шарлиз Терон | награда   |
| Награда на БАФТА                     | Най-добра актриса в главна роля | Шарлиз Терон | номинация |

## „Чудовище“ в България
На 24 февруари 2017 г. филмът е излъчен по bTV Cinema. Дублажът е на студио Медиа Линк. Екипът се състои от:
| Преводач            | Светла Василева                                                                      |
| Режисьор на дублажа | Милена Манчева                                                                       |
| Тонрежисьор         | Емил Енев                                                                            |
| Озвучаващи артисти  | Христина Ибришимова Татяна Захова Биляна Петринска Георги Стоянов Станислав Димитров |